# Zieskenbachmühle
Zieskenbachmühle ist ein Wohnplatz der Stadt Putlitz des Amtes Putlitz-Berge im Landkreis Prignitz in Brandenburg.

## Geografie
Der Ort liegt drei Kilometer südlich der Stadt Putlitz, 13 Kilometer nordwestlich von Pritzwalk und 20 Kilometer nordöstlich von Perleberg, dem Sitz des Landkreises Prignitz. Die Siedlung befindet sich auf der Gemarkung von Putlitz.
Nachbarorte sind Putlitz im Norden, Hochheim und Schmarsow im Nordosten, Mertensdorf im Osten, Triglitz im Südosten, Laaske im Süden, Mansfeld im Südwesten, sowie Konikow im Nordwesten.
Die Siedlung liegt am namensgebenden Zieskenbach, einem linken Nebenfluss der Stepenitz, in den er nur rund 400 Meter westlich von hier mündet. Östlich der ehemaligen Mühle wird der Zieskenbach zu drei hintereinander liegenden langgestreckten Gewässern aufgestaut. Umgeben ist der Wohnplatz vom Landschafts- und Vogelschutzgebiet „Agrarlandschaft Prignitz-Stepenitz“. Unmittelbar westlich vom Ort schließt sich das Naturschutz- und gleichnamige FFH-Gebiet Stepenitz an.

## Geschichte
Im Jahr 1913 wurde die zu Putlitz gehörende „Zieskenbacher Mühle“ mit fünf Einwohnern angegeben und war dem Kreis Westprignitz zugeordnet.